# 喜屋武朱音
喜屋武 朱音（きゃん あかね）は日本の女性声優。主にアダルトゲームに声をあてている。

## 出演作品
太字は主役・メインキャラクター

### ゲーム

#### 2008年
- 埼狂痴漢電車 〜7人の獲物達〜（イーファ）[1]
- 魔女侵犯 －淫辱のジャッジメント－（アリシア＝ラクウェル）[2]

#### 2009年
- 女神凌辱 〜姦虐戦乙女ブリュンヒルド〜（ブリュンヒルド）[3]

#### 2010年
- 兄嫁の淫穴 〜裏切りの代償（浅羽祥子）[4]
- 淫触の高潔王女 〜気高き心を砕け!〜（ユリア＝フォスタン）[5]
- 女教授調教ゼミナール ～スーツの下の熟れた肢体（笠原怜奈）[6]
- 女剣士メルの淫辱 〜産み付けられた淫魔の卵〜（メル）
- 5inブルトパック （アリシア＝ラクウェル）
- 贄妻 〜女教授調教ゼミナール 〜スーツの下の熟れた肢体夫に裏切られたワタシ（朝比奈詩織）[7]
- 相姦恥療病棟 女教授調教ゼミナール ～スーツの下の熟れた肢体ナースはママで、女医は叔母（浜崎美香子）
- ぼくらの孕孕スクールライフ 〜クラス全員中出し完了〜（香坂冴子）[8]

#### 2011年
- 触祭の都（滝本麗香）[9]